# Sportivnaïa (métro de Moscou)
Pour les articles homonymes, voir Sportivnaïa.
Sportivnaïa (en russe : Спорти́вная et en anglais : Sportivnaya), est une station de la ligne Sokolnitcheskaïa (ligne 1 rouge) du métro de Moscou, située sur le territoire de l'arrondissement Khamovniki dans le district administratif central de Moscou.

## Situation sur le réseau
Établie en souterrain, à 42 mètres sous le niveau du sol, la station Sportivnaïa est située au point 055+32,1 de la ligne Sokolnitcheskaïa (ligne 1 rouge), entre les stations Frounzenskaïa (en direction de Boulvar Rokossovskogo) et Vorobiovy gory (en direction de Salarievo).

## Histoire
La station a ouvert ses portes le 1er mai 1957. Nommée ainsi du fait de sa proximité avec le Stade Loujniki, qui fut construit entre 1955 et 1956 et ouvert le 31 juillet 1956, sur la contrée historique Loujniki.
Les architectes de la station étaient Nadejda Bykova, I.G. Gokhar-Kharmandarian, Ivan Taranov et B.A. Tcherepanov. Sportivnaïa est constituée de piliers en marbre blanc aux accents de marbre vert, et son plafond est fait d'amiante-ciment au lieu du plâtre usuel.
En mars 2002, environ 61 200 personnes sont entrées dans cette station et 62 700 y sont descendues.

## Services aux voyageurs

### Accès et accueil
La station possède deux sorties. La sortie nord se situe sur la rue 10-letia Oktiabria. La sortie sud quant à elle se trouve sur l'axe Khamovnitcheski Val. Les deux niveaux supérieurs du vestibule à trois étages abritent le Musée du métro de Moscou, qui expose 70 ans de l'histoire du métro. Le code de la station est 015. Elle ouvre à 5h40 et ferme à 1h du matin.

### Desserte

Installations et desserte
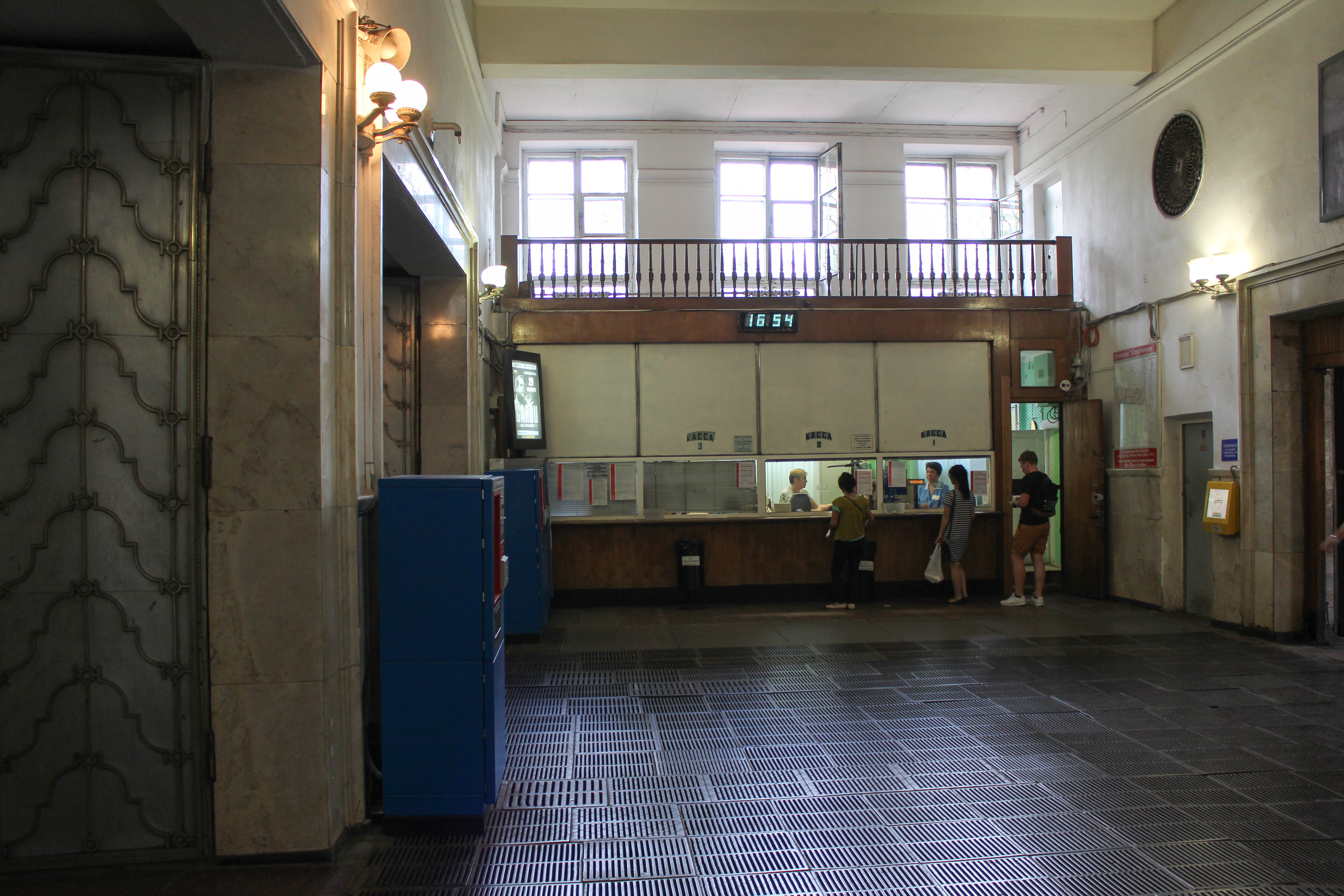
2015.
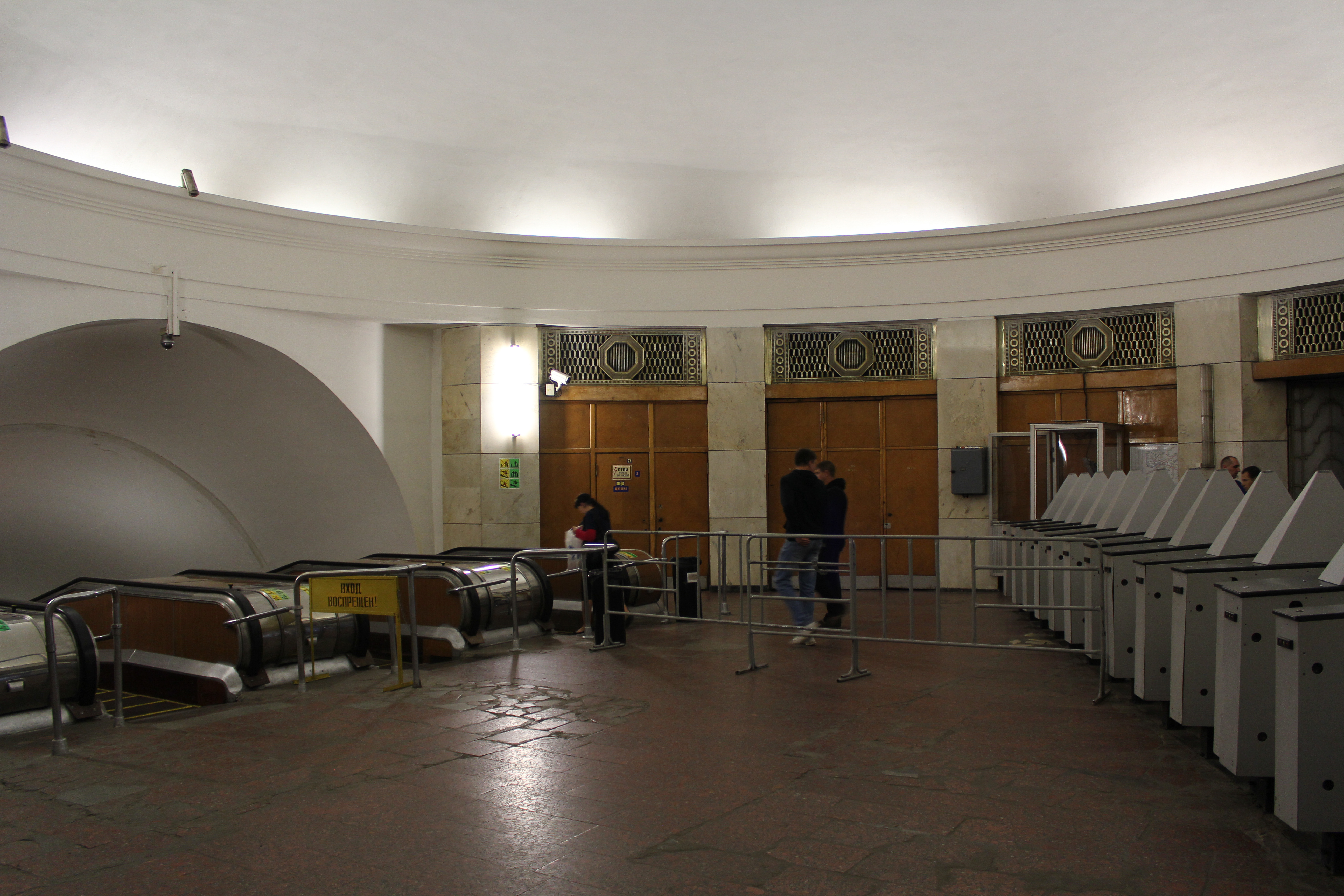
2015.
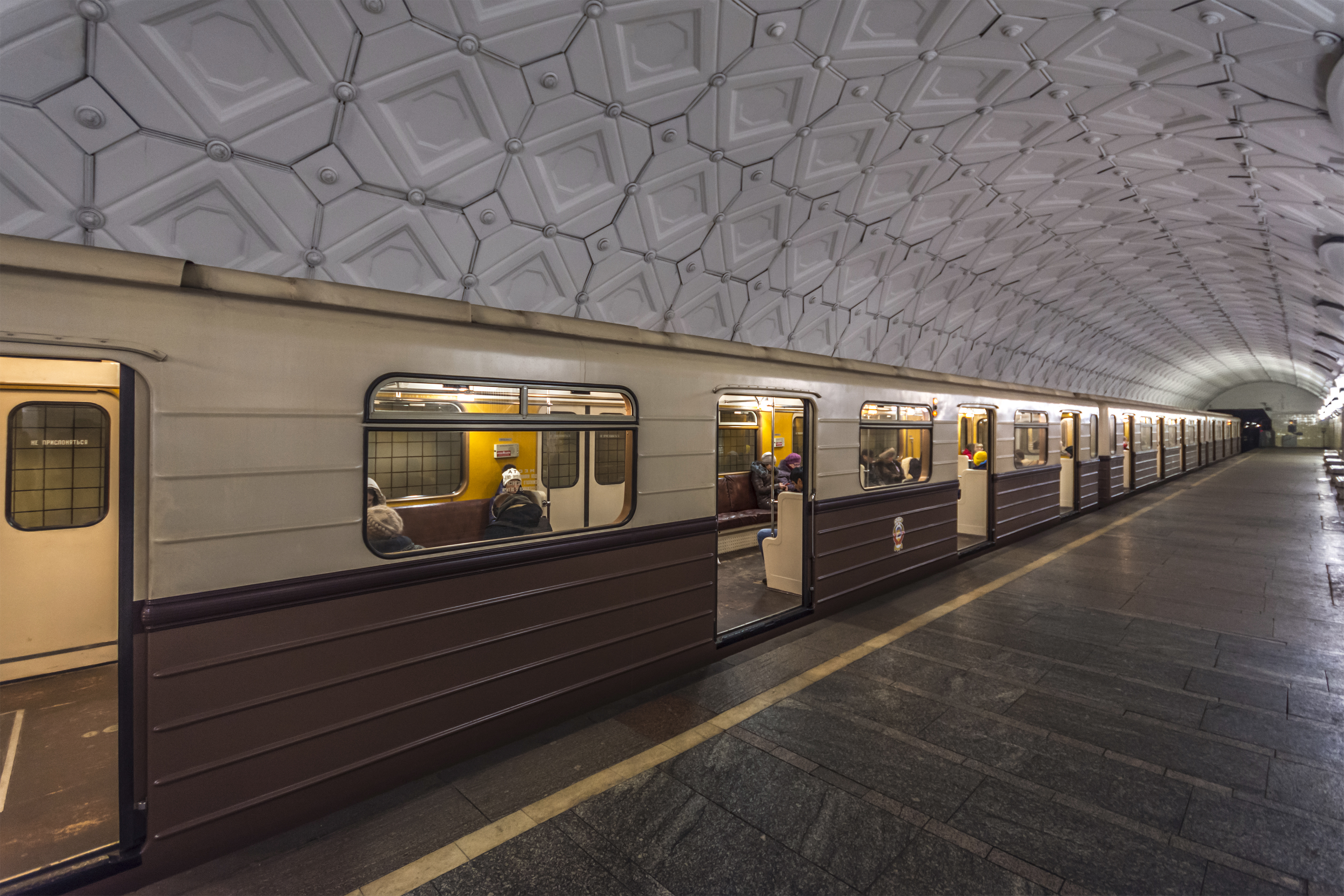
2016.